# Mike Ehrmantraut
Michael "Mike" Ehrmantraut é um Personagem fictício de Breaking Bad, e de seu spin-off Better Call Saul. Foi criado por Vince Gilligan e é interpretado por Jonathan Banks.
Mike é um ex- policial da Filadélfia que, nominalmente, trabalha para o Los Pollos Hermanos como chefe de segurança corporativa; Na realidade, ele é um assassino e executador na operação de metanfetamina cristalina de Gus Fring. Na ocasião, ele trabalha para Saul Goodman como investigador privado, limpador e fixador. Para o seu retrato, Banks foi nomeado para o Prêmio Emmy Primetime pelo excelente Ator Coadjuvante em uma Série Drama; Primeiro para a temporada 5 de Breaking Bad, segundo para temporada 1 de Better Call Saul, e terceiro para temporada 2 de Better Call Saul.

## Criação
Os roteiristas de Breaking Bad criaram o personagem Mike Ehrmantraut como um substituto para Saul Goodman quando o ator Bob Odenkirk não estava disponível para o final da segunda temporada devido ao compromisso de aparecer em How I Met Your Mother.

## Biografia
Mike trabalhou por quase três décadas de policial no bairro em Filadélfia, teve que lidar diariamente com situações como violência doméstica, roubo e disputas domésticas. O recinto onde ele trabalhava estava cheio de policiais corruptos que ficaram com o dinheiro preto, incluindo o próprio Mike. Eles estavam tentando fazer com que todos no recinto se juntassem em empresas ilegais, eliminando aqueles que se recusaram e poderia causar problemas. Matt Ehrmantraut, filho de Mike, era um policial novato no mesmo recinto, onde trabalhou por dois anos. Matt não parecia certo estas questões ilegais e tinha sérias dúvidas quando seu parceiro Hoffman e Sergeant Fensky tentou incluir ele. Sabendo que Matt poderia ser posta em causa, Mike confessou que também era corrupto (embora seu filho estava em um pedestal) e o convenceu a vida algum dinheiro ficar aceitar a salvação. Apesar de sua integridade, Matt finalmente aceitou, embora ele fez tarde demais para acreditar que ele trair, Hoffman e Fensky receberam ordens para assassiná-lo fazendo parecer que morreu quando eles vieram para o lugar de uma queixa por fuzilamento. A morte de seu filho despedaçado deixou Mike, que pensa que corrompeu a bondade de seu filho e isso não adiantou. Uma semana após a morte de Matt, Mike se aposenta como a polícia e começa a beber, vai ter um sério problema com álcool. Três meses após a morte de Matt, sua viúva, Stacey, toma a decisão de se mudar para Albuquerque, Novo México com Kaylee, neta de mike.